# Dinurus longisinus
Dinurus longisinus är en plattmaskart. Dinurus longisinus ingår i släktet Dinurus och familjen Hemiuridae. Inga underarter finns listade i Catalogue of Life.